# Johann Ulrich Sutter-Goldener
Johann Ulrich Sutter (* 27. Januar 1793 in Bühler; † 19. Oktober 1869 in Bühler; heimatberechtigt in Bühler) war ein Schweizer Textilunternehmer und Politiker aus dem Kanton Appenzell Ausserrhoden.

## Leben
Johann Ulrich Sutter war ein Sohn von Christian Sutter, Landwirt und Heimweber, und Margareta Hochreutener. Er war ein Bruder von Johann Jakob Sutter. Im Jahr 1813 heiratete er Elsbeth Goldener, Tochter von Johann Jakob Goldener.
Rudolf Binder nahm nach dem Tod seines Sohnes Sutter um 1805 in seine Firma auf. Sutter wurde 1811 selbstständiger Webfabrikant und übernahm 1815 die Binder’schen Unternehmungen. Er errichtete 1829 eine Indiennedruckerei und Appretur in Gais. Es folgte eine Appretur in Altstätten. Während der Blütezeit von 1830 bis 1860 beschäftigte Sutter rund 500 Heim- und 200 Fabrikarbeiter. Daneben handelte er im grossen Stil mit Textilien.
Von 1816 bis 1845 war er Ratsherr in Bühler. Er amtierte als Gemeindehauptmann ab 1827 bis 1833 sowie von 1835 bis 1845. Ab 1835 bis 1845 sass er im Ausserrhoder Landrat und war von 1845 bis 1853 Landesfähnrich. Sutter prägte die Entwicklung von Bühler: Er erbrachte ein Drittel des Steuereinkommens, unterhielt von 1834 bis 1849 eine Realschule und testierte der Gemeinde 60'000 Franken. Er war Mitbegründer und ab 1837 bis 1869 Verwalter der Ersparniskasse Bühler.